# BBC One
BBC One（ビービーシー・ワン）は、英国放送協会 (BBC) テレビの主要チャンネル。1936年11月2日に放送開始された、世界最古のテレビチャンネルである。日本におけるNHK総合テレビジョンに相当する。イメージカラーは赤色■。

## 概要
BBC Oneは1955年にITVが開局するまで独占状態であった。宗教的な番組やニュース、スポーツ、ドラマ、娯楽、トーク番組など幅広いジャンルな番組の種類がある。コマーシャルは放送されていない。
1929年9月30日、ジョン・ロジー・ベアードによりバイルトテレビジョン社のスタジオで試験放送を開始。電気機械システムを利用しロンドンのBBC送信所へ伝送されたのが最初だった（走査線は240本）。音と映像の同時放送が始まったのが翌1930年の3月30日。1日2回30分のプログラムで構成され、バイルト放送は1932年6月まで続いた。
そして、1932年8月22日にはBBC放送センターで試験テレビ放送開始。後に1934年からはポートランド・プレイスに移り放送を続け、その後、1935年9月11日まで試験放送が行われた。そして、BBC Oneは1936年11月2日にロンドン地域向けに開局した（VHF波による。走査線は405本）。
しかし、1939年9月1日にナチス・ドイツによる制圧でテレビ放送は中断。1946年6月7日午後3時に放送を再開。1949年のバーミンガム(ミッドランド)を皮切りに、地方へのテレビ放送網も整備されていった。1969年11月15日にはカラー放送を開始（UHF波によるPAL方式）。その後はBBC Twoなどのテレビチャンネルを増やし、1998年には世界初のデジタル放送を開始し、現在に至っている。なお、走査線405本の白黒放送は1985年1月に終了している。

1991年2月16日から1997年10月4日までのBBC1のロゴ

2002年3月29日から2006年10月7日までのBBC Oneのロゴ

2006年10月7日から2021年10月20日までのロゴ

## 番組
1964年に始まった『トップ・オブ・ザ・ポップス』は41年間続き、2006年7月に終了した。ドラマは『ドクター・フー』『イーストエンダーズ』などを放送。
『ザ・ウィーケスト・リンク』のような賞金付きのクイズ番組も放映されており、全体でも視聴率ではITVの基幹チャンネルITV1にここ数年は勝っている。

## 海外の提携局
- 日本 NHK総合テレビジョン